# Hedlandet-mordet
Hedlandet-mordet är ett svenskt rättsfall från 2018-2021. Mordet uppdagades i december 2018 när en man i 50-årsåldern från Hallstahammar hittades död i en utbränd bil i Hedlandets naturreservat utanför Eskilstuna.

## Misstankar och häktning
Misstankarna riktades ganska snart mot mannens sambo, en kvinna i 40-årsåldern, som strax före jul 2018 häktades misstänkt för människorov. I slutet av januari följande år häktades kvinnan ånyo, nu misstänkt för mord. Kvinnan nekade till att ha något med varken människorov eller mord att göra. Trots nekandet satt kvinnan häktad i 16 månader under polisens utredning.

## Åtal
I april 2020 hade polisens utredning kommit så långt att åklagaren Anna Asklöf valde att väcka åtal för mord, grovt bedrägeri och brott mot griftefriden. Åklagaren hävdar att kvinnan mördat, transporterat och sedan bränt mannens kropp i en skåpbil i Hedlandets naturreservat utanför Eskilstuna. Det framkom samtidigt i media att kvinnan tigit sig igenom alla förhör.
Tingsrättsförhandlingen inleddes i mitten av juni 2020 och åklagaren pläderade då för att kvinnan bör dömas till livstids fängelse. Efter tingsrättens förhandlingar försattes kvinnan på fri fot, i väntan på dom.

## Domar

### Dom i tingsrätten - friar för mord
I domen konstaterade tingsrätten att varken dödssätt eller dödsorsak för mannen har kunnat fastställas. Rätten ansåg det däremot bevisat att kvinnan transporterat och bränt den döde mannens kropp, samt att det är klarlagt att kvinnan "på något sätt aktivt är inblandad" i mannens död. Tingsrätten skriver också i domen att det är bevisat att kvinnan lurat till sig pengar från mannen. Kvinnan frikändes från mord, men dömdes ändå till fängelse i två år och sju månader, minus den tid hon suttit häktad, för brott mot griftefriden och grovt bedrägeri. I samband med domen meddelade åklagaren att hon planerade att överklaga.

### Överklagan och ny häktning
Fallet överklagades och togs i november 2021 upp till ny förhandling, nu i Svea hovrätt. Två veckor efter avslutade förhandlingar begärde hovrätten att kvinnan skulle häktas i sin frånvaro på sannolika skäl misstänkt för mord, i väntan på dom. Kvinnan kom därefter självmant in till polisen i Norrköping.

### Dom i Svea hovrätt - fäller för mord
Den 29 november 2021 meddelade Svea hovrätt att de ändrat tingsrättens dom och kvinnan dömdes även för mord. Straffet fastställdes till fängelse i 16 år. Hovrätten delade tingsrättens bedömning att det inte var bevisat exakt hur mannen dog, men ansåg att det var ställt bortom rimligt tvivel att kvinnan uppsåtligen dödat mannen.

### Överklagande till Högsta domstolen
I januari 2022 överklagades Svea hovrätts dom till Högsta domstolen som sedan i mars samma år meddelade att de inte såg några skäl att ta upp fallet igen. Därmed nådde fallet vägs ände rent rättsligt, drygt tre år efter mordet.